# Notas de la Iglesia
Las notas de la Iglesia hacen referencia a cuatro caracteres o atributos señalados ya en el Símbolo niceno-constantinopolitano del año 381, que calificó a la Iglesia como «una, santa, católica y apostólica». Los católicos profesan su fe en esas cuatro notas de la Iglesia a través del credo de Nicea-Constantinopla, por lo que se las tiene como artículos o dogmas de fe. El Concilio Vaticano II también hizo referencia a la «única Iglesia de Cristo que en el símbolo confesamos una, santa, católica y apostólica» (Lumen gentium 8). Finalmente, esos cuatro atributos son señalados por el Catecismo de la Iglesia católica como inseparablemente unidos entre sí, y como indicativos de rasgos esenciales de la Iglesia y de su misión (CIC, 811).
Cada uno de los cuatro atributos de la Iglesia tiene un significado particular:
1. Una: la Iglesia es una debido a su origen, Dios mismo. Dios es uno. Es una debido a su Fundador, Cristo. El apóstol San Pablo, en su 1.ª Carta a los Corintios, hace referencia a la Iglesia como Cuerpo de Cristo. "Las partes del cuerpo son muchas, pero el cuerpo es uno; por muchas que sean las partes, todas forman un solo cuerpo" (1.º Co. 12, 12). En otra carta, también Pablo enseña sobre este atributo: "Mantengan entre ustedes lazos de paz y permanezcan unidos en el mismo espíritu. Un solo cuerpo y un mismo espíritu, pues ustedes han sido llamados a una misma vocación y una misma esperanza. Un solo Señor, una sola fe, un solo bautismo, un solo Dios y Padre de todos, que está por encima de todos, que actúa por todos y está en todos." (Ef. 4, 3-6). Cristo mismo enseña y ruega por esta unidad característica de la Iglesia fundada por Él: "Que todos sean uno, como tú, Padre, estás en mí y yo en ti. Que ellos también sean uno en nosotros, para que el mundo crea que tú me has enviado". (Jn. 17, 21).
2. Santa: la Iglesia, a pesar de los fallos y faltas de cada uno de los creyentes que aún peregrinan en la Tierra, es en sí misma santa pues Santo es su fundador y santos son sus fines y objetivos. Así mismo, es santa mediante sus fieles, ya que ellos realizan una acción santificadora. La Iglesia católica es quien contiene la plenitud total de los medios de salvación, y es donde se consigue la Santidad por la gracia de Dios. Es Santa porque sus miembros están llamados a ser santos.
3. Católica: con el significado de "universal", la Iglesia es católica en cuanto busca anunciar la Buena Nueva y recibir en su seno a todos los seres humanos, de todo tiempo y en todo lugar; donde quiera que se encuentre uno de sus miembros, allí está presente la Iglesia. Y también, como lo señala el Catecismo de la Iglesia Católica, es católica porque Cristo está presente en ella, lo que implica que la Iglesia recibe de Él la plenitud de los medios de salvación.
4. Apostólica: la Iglesia fue fundada por Cristo sobre el fundamento de Pedro, cabeza de los apóstoles, y constituyendo en autoridad y poder a todo el Colegio Apostólico; Pedro y los demás apóstoles tienen en el papa y los obispos a sus sucesores, que ejercen la misma autoridad.